# Comalcalco
Comalcalco – miasto w meksykańskim w stanie Tabasco, siedziba władz gminy Comalcalco. Miasto położone jest w odległości około 20 km od wybrzeża Zatoki Meksykańskiej. W 2010 roku ludność miasta liczyła 41 458 mieszkańców.

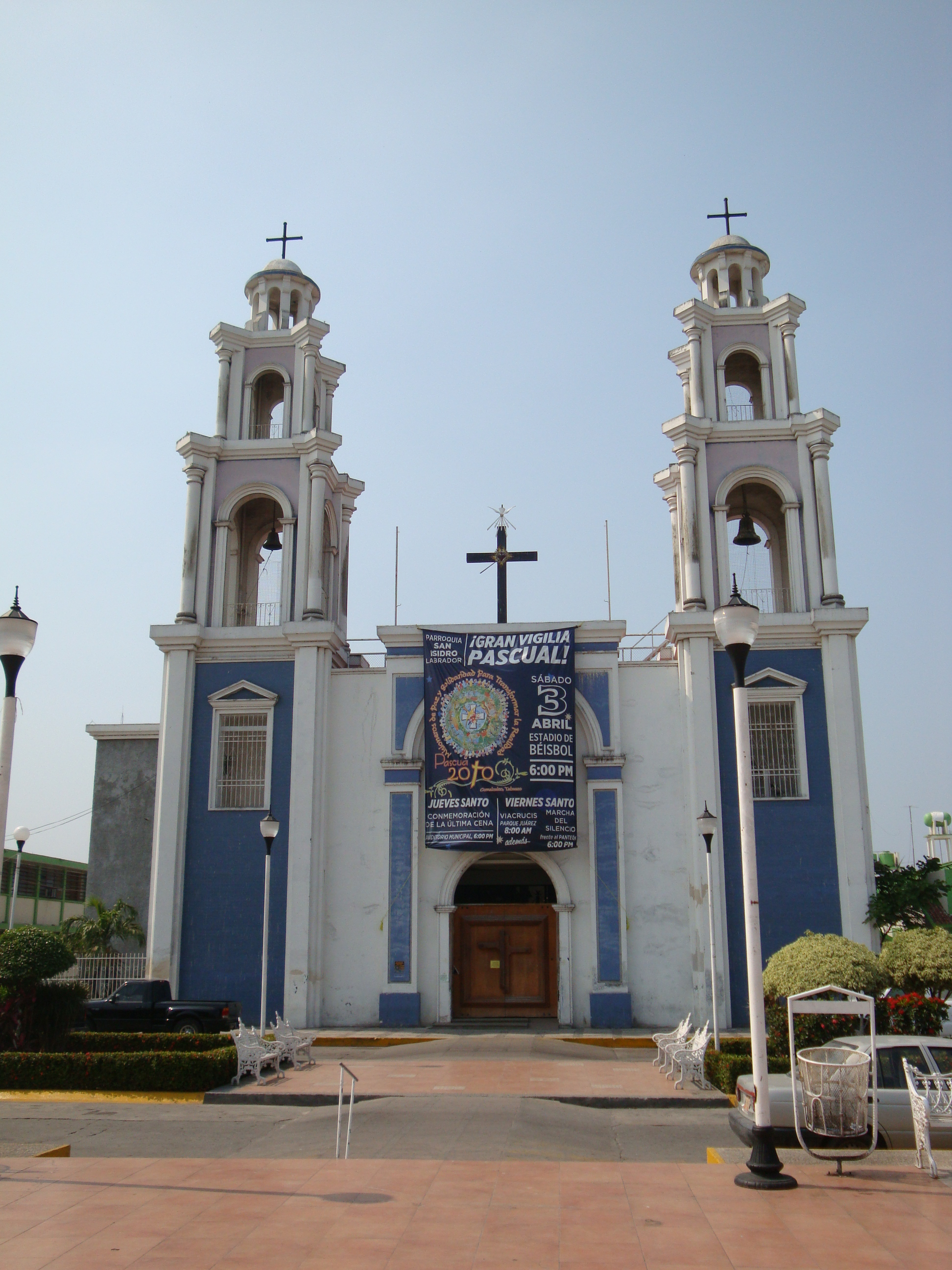
Kościół pw. św. Izydora w Comalcalco

Na podstawie wykopalisk stwierdzono, że rejon Comalcalco był zamieszkały już w okresie kultury olmeckiej w latach 600-900 p.n.e. Następnie zamieszkiwali rejon Indianie należący do kultury majańskiej, a miasto nazywało się Joy Chan. Obecna nazwa powstała najprawdopodobniej od języka nahuatl, w okresie gdy rejon należał do Imperium Azteków.